# Corrado D’Errico

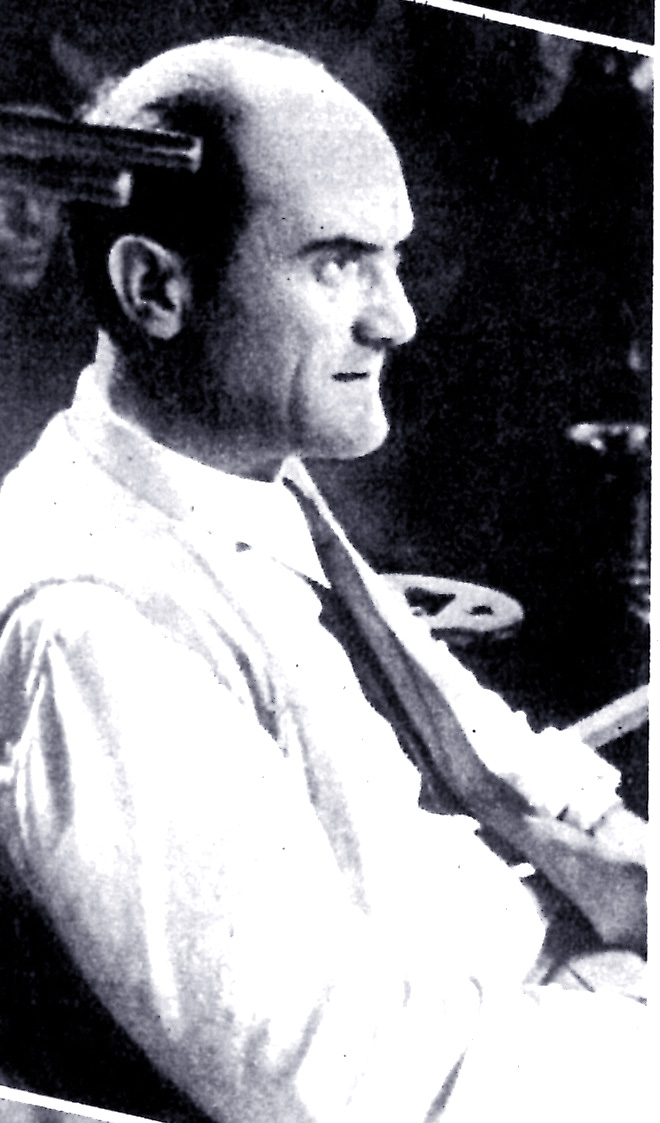
Corrado D’Errico (1937)

Corrado D’Errico (* 19. Mai 1902 in Rom; † 3. September 1941 ebenda) war ein italienischer Journalist, Filmregisseur und Drehbuchautor.

## Leben
D’Errico war Journalist und Filmkritiker für „La Tribuna“ und für „L'Impero“, bevor er zunächst als Autor für das Theater (im Februar 1926 wurde „Vestita di rosso e di nero“ uraufgeführt) und ab 1928 für das Kino arbeitete. Der dem Futurismus zugerechnete D’Errico war zunächst als Drehbuchautor aktiv, war Assistent von Mario Camerini bei Schienen, legte Kurzfilme vor und debütierte 1935 mit seinem ersten Langfilm.
Ab 1934 war er Herausgeber der Rivista Luce, einem ambitionierten Filmmagazin, das bis im darauf folgenden Jahr in fünf Ausgaben erschien.
D’Errico erreichte einen großen Ausstoß an Filmen in der kurzen ihm verbliebenen Zeit bis zu seinem frühzeitigen Tod mit 39 Jahren; seine Arbeiten wurden freundlich aufgenommen und von den zeitgenössischen Kritikern gelobt.

## Filmografie (Auswahl)
- 1935: La freccia d'oro
- 1940: Armut und Adel (Miseria e nobiltà)
- 1941: Il leone di Damasco